# UGC 477
UGC 477 è una galassia a spirale situata nella costellazione dei Pesci alla distanza di 123 milioni di anni luce dalla Terra. Forma una coppia con la galassia NGC 251.
È una galassia a bassa luminosità superficiale (LSB), galassie solitamente isolate che hanno il 95% della massa costituita da materia oscura, mentre la materia ordinaria mostra la prevalenza di gas d'idrogeno neutro rispetto alle stelle.
UGC 477 ha un diametro di circa 100.000 anni luce, quindi un po' inferiore alla nostra Via Lattea.